# Fundacja Instytut na rzecz Państwa Prawa
Fundacja Instytut na rzecz Państwa Prawa (ang. The Rule of Law Institute) – organizacja pozarządowa utworzona przez polskich i amerykańskich prawników związanych z Wydziałem Prawa, Prawa Kanonicznego i Administracji Katolickiego Uniwersytetu Lubelskiego Jana Pawła II. Powstała na przełomie 2001 i 2002 roku, w celu wspierania inicjatyw zmierzających do podnoszenia świadomości prawnej społeczeństwa, podnoszenia kwalifikacji zawodowych prawników, promowania prawa europejskiego i idei integracji europejskiej, działania na rzecz ochrony praw człowieka i reformy systemu edukacji prawniczej.

## Programy

### Program Poradnictwa Prawnego
Obejmuje on świadczenie pomocy prawnej osobom niezamożnym, których sytuacja materialna nie pozwala na skorzystanie z usług płatnego adwokata czy radcy prawnego. Oprócz konkretnej pomocy prawnej w jednostkowych przypadkach jego zadaniem jest podnoszenie świadomości prawnej społeczeństwa oraz edukacja studentów prawa i młodych prawników.

### Program Migracyjny
- Integracja Cudzoziemców na Lubelszczyźnie – celem projektu jest integracja obywateli państw trzecich,
- Lubelska Regionalna Sieć Wsparcia Imigrantów – celem projektu jest stworzenie instytucjonalnego wsparcia dla podmiotów i osób zajmujących się sprawami cudzoziemców na terenie regionu lubelskiego,
- Wsparcie dobrowolnych powrotów na Lubelszczyźnie – działania mają na celu umocnienie i rozwój współpracy między różnymi poziomami władz regionalnych, lokalnych, miejskich i innych władz publicznych umożliwiających urzędnikom szybkie uzyskiwanie informacji na temat doświadczeń i praktyk w zakresie dobrowolnych powrotów, a także podniesienie kwalifikacji i wiedzy osób zajmującym się migrantami.

### Program Uchodźczy
- Centrum Porad Prawnych dla Uchodźców – celem programu jest udzielanie pomocy prawnej i integracyjnej dla cudzoziemców,
- Objęcie Pomocą Prawną Osób Przebywających w Ośrodku dla Cudzoziemców oraz w Strzeżonych Ośrodku i Areszcie w Celu Wydalenia w Białej Podlaskiej – program skierowany jest w szczególności do cudzoziemców ubiegających się o nadanie statusu uchodźcy oraz do tych, którzy już uzyskali ochronę w Polsce.

### Think Tank
W ramach programu Fundacja prowadzi działalność monitoringową zajmując się badaniami i analizami w zakresie spraw publicznych.

## Władze

### Rada Fundacji
- Delaine R. Swenson – Przewodniczący Rady Fundacji
- SSN Maria Teresa Romer – Członek Rady Fundacji
- dr hab. Grzegorz Górski – Członek Rady Fundacji
- Prof. Richard Warner – Członek Rady Fundacji
- Arkadiusz Siechowicz – Członek Rady Fundacji
- Marek Siudowski – Członek Rady Fundacji

### Zarząd Fundacji
- Dr Tomasz Sieniow – Prezes Zarządu
- Paweł Wojtasik – Wiceprezes Zarządu
- Marzena Rzeszót – Członek Zarządu
- Daniel Cetlicer – Członek Zarządu